# Estació del Pont de Fusta

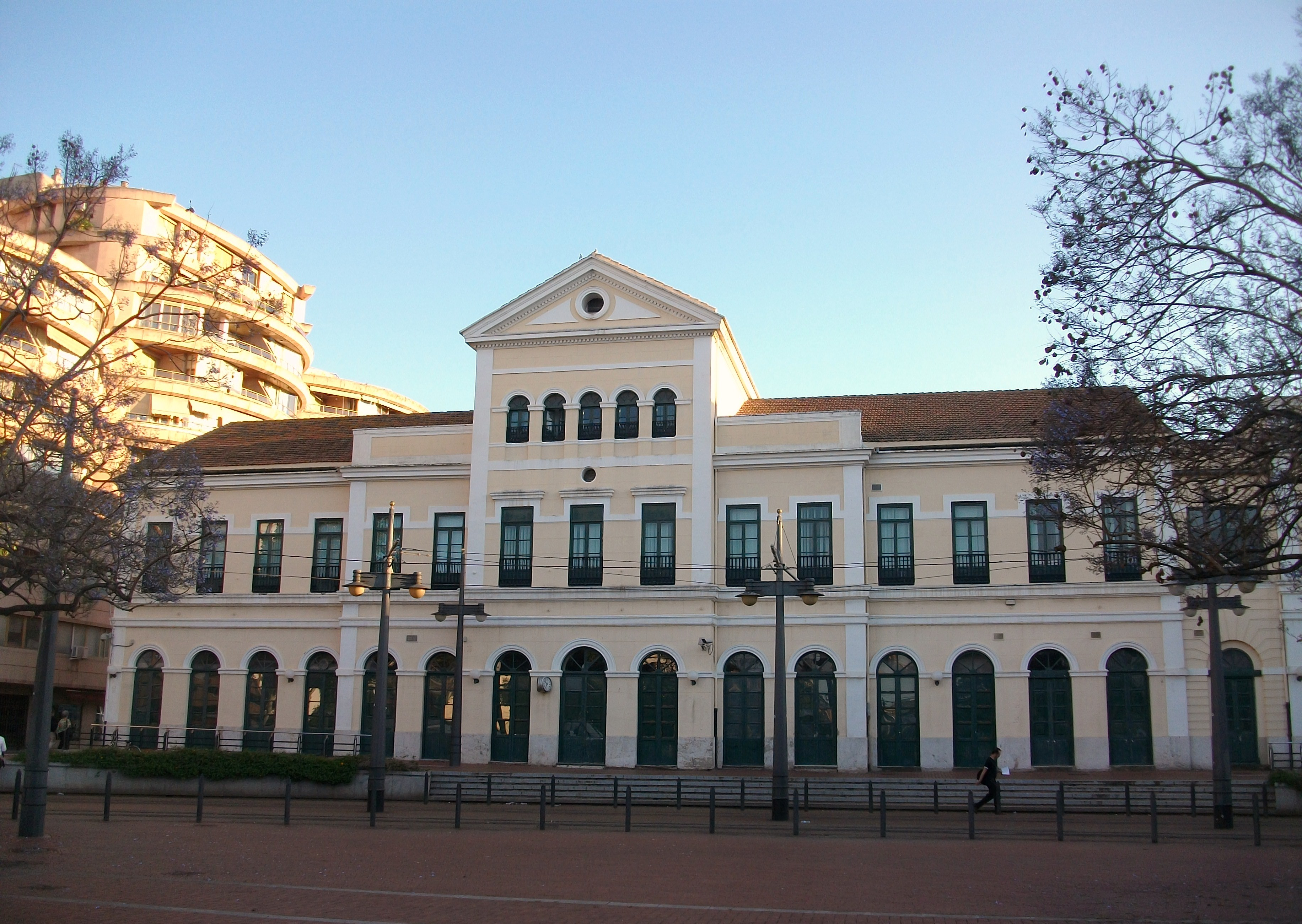
Edifici de l'antiga estació del Pont de Fusta

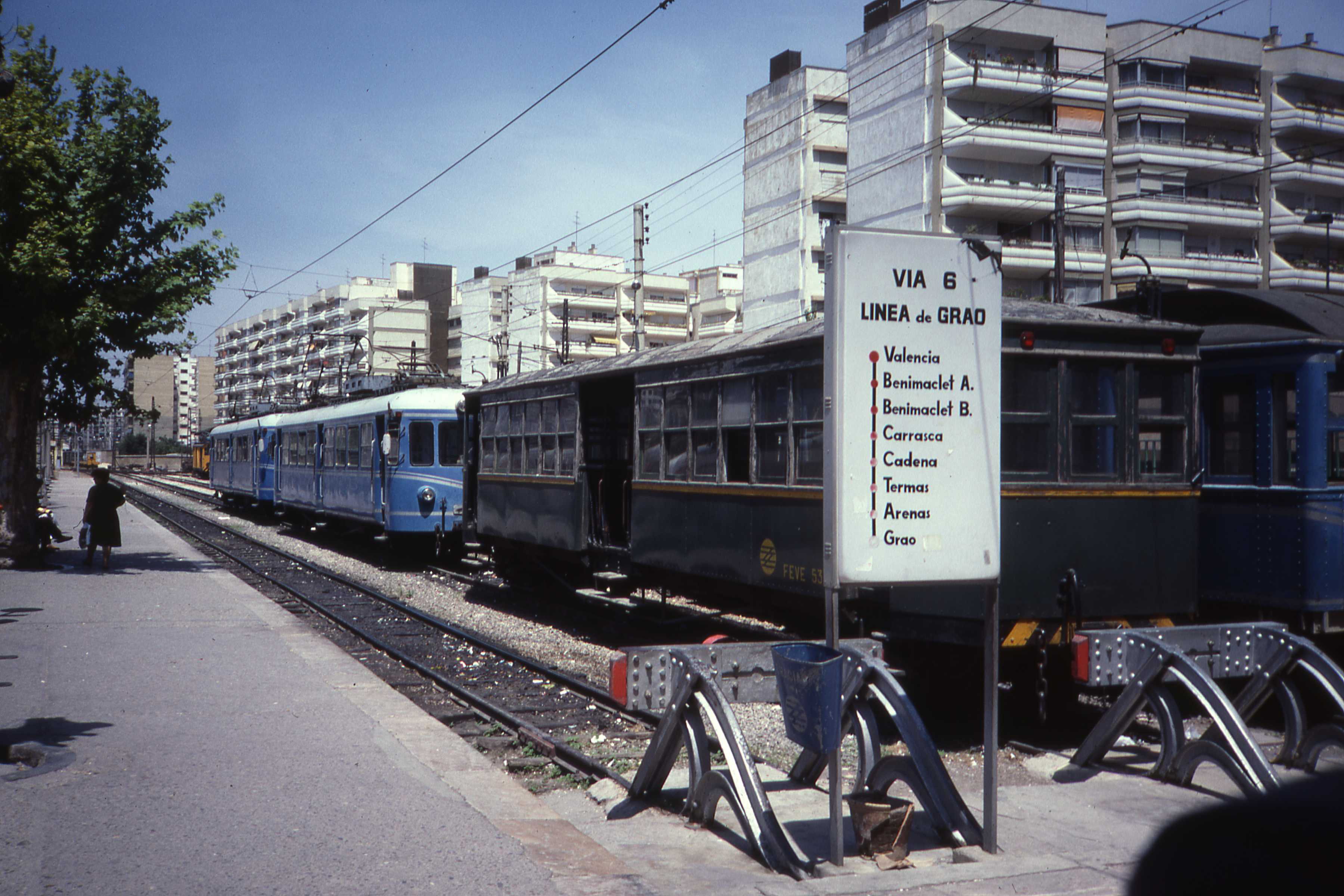
Imatge de l'any 1987 de l'andana de la línia al Grau on es pot observar algunes parades que romanen en l'actualitat.

L'Estació del Pont de Fusta és una de les estacions del metro de València. És un nexe ferroviari per la futura línia 2 i la línia 4, ambdues de tramvia i la segona més emprada de la xarxa per darrere de l'Estació de la Carrasca. Així mateix és l'estació més propera a la Ciutat Vella en l'actualitat. Prové de l'antiga estació ferroviària coneguda primer coma València Central i després com a València-Pont de Fusta, l'edifici del qual és en l'actualitat seu de la Policia de la Generalitat Valenciana. Al darrere hi ha la pasarel·la de l'actualment desaparegut pont de Fusta, que dona accés a l'estació des del centre urbà i és l'origen del nom.

## Situació
L'estació es troba al barri de La Saïdia de València, just a l'extrem nord de la Ciutat Vella a l'altre costat de l'antic llit del riu Túria. L'antiga estació, una mica més al sud d'aquesta, estava situada just a la vora del llit enfront de l'anomenat pont de fusta. Aquesta estació va ser el contrapunt de l'Estació del Nord, situada just al sud de la ciutat vella, a l'hora d'accedir a València, si bé no competien sobre aquests trajectes o amples de via excepte en el cas de Llíria i Benaguasil que comptaven amb dues estacions terminals (cas de Llíria) que li connectaven amb aquesta estació i amb la del Nord en amples mètric i ibèric.

## L'edifici
L'estació de Pont de Fusta està situada al carrer Almassora on està situada just al centre d'aquesta. Allà s'aixeca les andanes a banda i banda de les vies del tramvia sobre la traça de les antiga platja de vies de les línies València-Grau, València-Bétera i València-Rafelbunyol. L'antiga estació, que va estar en funcionament des de 1888 fins a 1995, es tracta d'un edifici de tres plantes amb nombrosos finestrals que ara serveix com a seu de la Policia de la Generalitat Valenciana, es troba al sud de la de tramvia just en la corba de 180° que segueix el servei per salvar la disposició de cul de sac heretada de l'antiga terminal i que li permet ser passant, aquesta estació té sortida al carrer Trinitat just davant del pont de fusta sobre l'antic llit del Túria.
| Procedència/Destinació          | <      | Línia | >           | Procedència/Destinació |
| ------------------------------- | ------ | ----- | ----------- | ---------------------- |
| Mas del Rosari/Fira de València | Sagunt |       | Primat Reig | Doctor Lluch           |

## Accessos
L'Estació es troba a un ample replà, disteribuida de nord a sud i fitant amb el Jardí del Túria.
- Carrer de Santa Rita
- Carrer de Santa Amàlia